# Sainey Nyassi
Sainey Nyassi (Bwiam, Gambija, 31. siječnja 1989.) je gambijski nogometaš koji trenutno nastupa za New England Revolution iz američkog MLS-a.

## Karijera

### Klupska karijera
Nyassi je nogometnu karijeru započeo u Gambiji igrajući za Gambia Ports Authority. Tijekom Svjetskog U20 prvenstva 2007. godine uočio ga je glavni trener New England Revolutiona, Steve Nicol koji ga je doveo u klub zajedno sa suigračem iz reprezentacije, Abdoulie Mansallyjem.
Za klub je debitirao 9. rujna 2007. u utakmici protiv DC Uniteda gdje je ušao u igru kao zamjena, igrajući posljednjih osam minuta na poziciji desnog krila. Prvi prvenstveni pogodak Nyassi je postigao 29. ožujka 2008. u visokoj 3:0 pobjedi protiv Dynamo Houstona.

### Reprezentativna karijera
Sainey Nyassi je nastupao za mlade U17 i U20 reprezentacije Gambije kao i Svjetskim prvenstvima za te dobi dok je za seniorsku momčad debitirao 4. rujna 2010. u utakmici protiv Namibije u sklopu kvalifikacija za Afrički Kup nacija 2012. Ujedno, igrač je na toj utakmici postigao prvi reprezentativni pogodak.

### Pogoci za reprezentaciju
| #  | Datum          | Mjesto                                | Protivnik | Pogodak | Rezultat | Natjecanje                              |
| -- | -------------- | ------------------------------------- | --------- | ------- | -------- | --------------------------------------- |
| 1. | 4. rujna 2010. | Independence Stadium, Bakau, Namibija | Namibija  | 1 – 0   | 3 – 1    | Kvalifikacije za Afrički Kup nacija 12' |

## Osvojeni klupski trofeji
| SAD                    | SAD                        | SAD    |
| Klub                   | Trofej                     | Godina |
| ---------------------- | -------------------------- | ------ |
| New England Revolution | Lamar Hunt U.S. Open Cup   | 2007.  |
| New England Revolution | Sjevernoamerička SuperLiga | 2008.  |

## Vanjske poveznice
- Profil igrača na MLS Soccer.com  Arhivirana inačica izvorne stranice od 13. siječnja 2011. (Wayback Machine)
- Profil igrača na National Football Teams.com